# Chelsea Gilson
Chelsea Gilson ist eine US-amerikanische Schauspielerin, Model und Yogalehrerin.

## Leben
Gilson stammt aus Plymouth, Massachusetts. Bereits im Kindesalter fing sie in Boston mit dem Modeln an. Mit 22 Jahren zog sie nach Los Angeles. Als Model war sie unter anderen in Werbespots für die Hotelkette Four Seasons Hotels and Resorts, der Kosmetikreihe Garnier und dem Hotelunternehmen Marriott International zu sehen. Ab Mitte der 2010er Jahre begann sie als Schauspielerin in Kurzfilmproduktionen und Mitwirkungen in Fernsehserien. 2017 stellte sie im Slasher-Horrorfilm Campus Killer – Das Böse kehrt zurück die Rolle der Liz dar. Im selben Jahr verkörperte sie im Fernsehfilm Mein Weihnachtsprinz die Rolle der Heidi. 2019 spielte sie die größere Rolle der Tracy, Schwester der von Becca Tobin verkörperten Hauptrolle, im Film Sister of the Bride, der auf dem US-amerikanischen Fernsehsender Hallmark Channel ausgestrahlt wurde. Außerdem wirkte sie im selben Jahr im Film Dolemite Is My Name mit. 2022 bekam sie eine der Hauptrollen im Film Angel. 2023 stellte sie im Katastrophenfilm America is Sinking die Rolle der Daniella Thompson dar. 2024 spielte sie in der Fernsehserie Mafia Spies mit.
Sie ist auch als Yogalehrerin tätig.

## Filmografie (Auswahl)
- 2013: Facebook Breakup (Kurzfilm)
- 2014: Seize the Bustop (Kurzfilm)
- 2014: Livin’ N Noho (Miniserie, 3 Episoden)
- 2014: Let Her Go (Kurzfilm)
- 2014: Down with David (Fernsehserie, Episode 1x04)
- 2014: Octopus (Kurzfilm)
- 2014: Angels and Demons (Fernsehserie, Episode 1x01)
- 2014: Hollywood Hands (Kurzfilm)
- 2015: Angel City (Fernsehserie, 2 Episoden)
- 2015: Social Status (Fernsehserie, Episode 1x01)
- 2015: My Crazy Ex (Fernsehserie, Episode 2x19)
- 2016: Desperate Morons
- 2017: High Low Forty
- 2017: Campus Killer – Das Böse kehrt zurück (Del Playa)
- 2017: Lucifer (Fernsehserie, Episode 3x05)
- 2017: Mein Weihnachtsprinz (My Christmas Prince, Fernsehfilm)
- 2017: Scramble
- 2018: Christmas Made to Order (Fernsehfilm)
- 2019: Maggie (Kurzfilm)
- 2019: Hawaii Five-0 (Fernsehserie, Episode 9x16)
- 2019: Sister of the Bride (Fernsehfilm)
- 2019: Dolemite Is My Name
- 2021: Deceived by My Mother-In-Law (Fernsehfilm)
- 2021: Mommy’s Deadly Con Artist (Fernsehfilm)
- 2021: The Wrong Cheer Captain (Fernsehfilm)
- 2021: The Hellenback’s Alex in Wonderland
- 2021: Velvet Prozak (Fernsehserie, Episode 1x02)
- 2022: Dollface (Fernsehserie, Episode 2x01)
- 2022: Killer Design (Fernsehfilm)
- 2022: Angel
- 2022: Nurses Station (Miniserie, Episode 1x01)
- 2022: Santa’s Second Wife (Fernsehfilm)
- 2022: A Merry Single Christmas
- 2023: God’s Will
- 2023: The Black Mass
- 2023: Three Dates to Forever (Fernsehfilm)
- 2023: Code Break
- 2023: Avivar (Kurzfilm)
- 2023: Reversal (Kurzfilm)
- 2023: As Luck Would Have It (Fernsehserie, Episode 1x01)
- 2023: America is Sinking
- 2024: The South Jersey Horror Podcast (Podcast-Serie, Episode 4x43)
- 2024: Mafia Spies (Fernsehserie)
- 2024: The Twisted Doll (Fernsehserie, 3 Episoden)
- 2024: The Christmas Chain
- 2024: Breaking the Darkness (Miniserie)
- 2024: Scarlet (Kurzfilm)